# Madona
Pour les articles homonymes, voir Madona (homonymie).
Madona est une ville dans la région de la Vidzeme en Lettonie. Jusqu'à la réforme territoriale du 2009, la commune faisait partie du Madonas rajons. Aujourd'hui, c'est le centre administratif de Madonas novads. Elle acquit le statut de la ville le 7 juin 1926. Le transport est assuré par la ligne du chemin de fer Pļaviņas—Gulbene inaugurée en 1903. Ici commençait également le tronçon Madona—Lubāna qui fut fermé en 1990.

## Population d'après l'origine ethnique
- Lettons : 80,3 %
- Russes : 14,7 %
- Biélorusses : 1,7 %
- Ukrainiens : 0,9 %
- Treize autres « nationalités » : 2,3 %

## Géographie
Située dans le Vidzeme.

### Sports
- Championnats du monde de side-car cross de 2025

## Jumelage
Coulaines (France) depuis 1991.

## Galerie

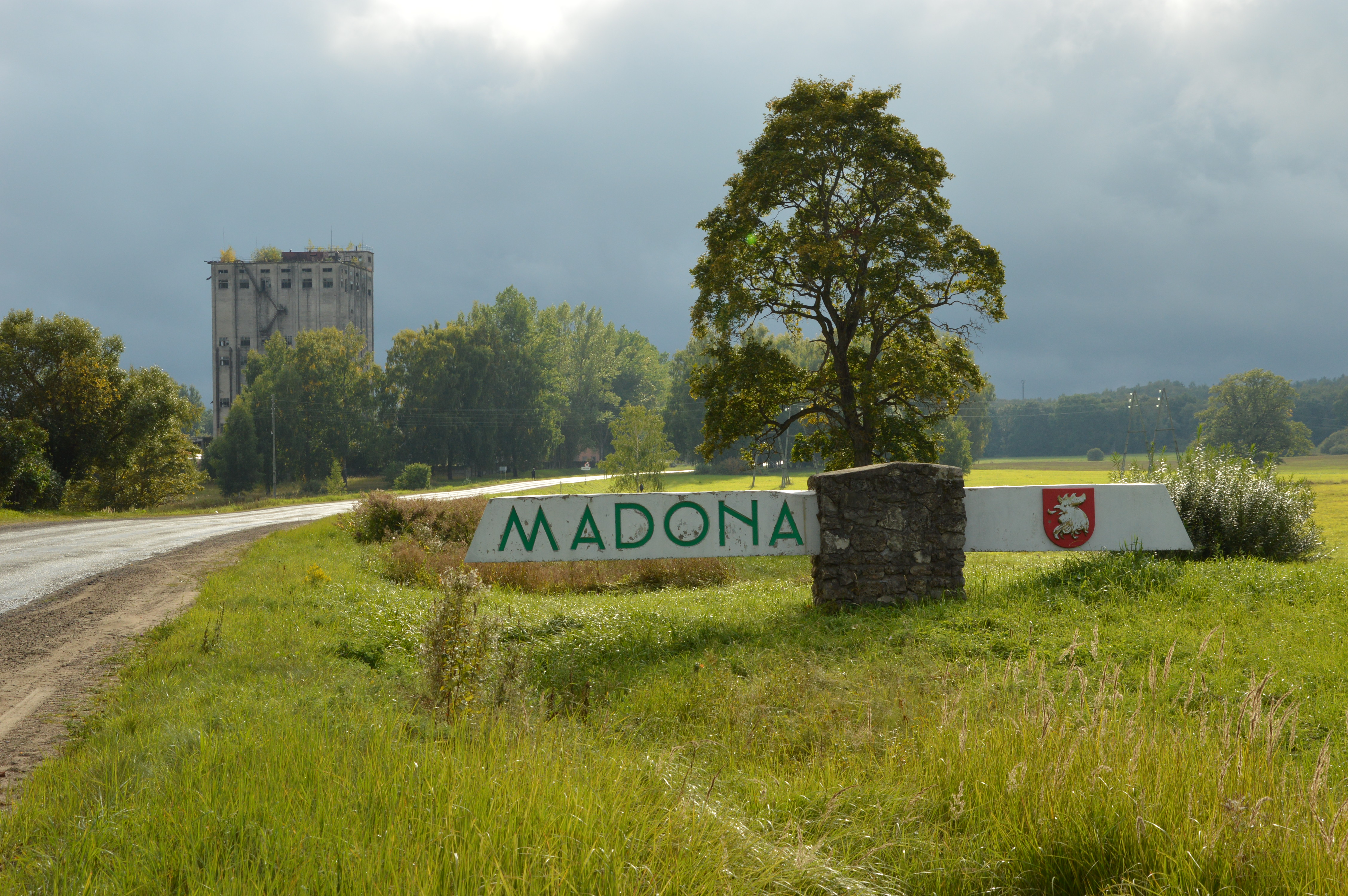
Panneau d'entrée à Madona
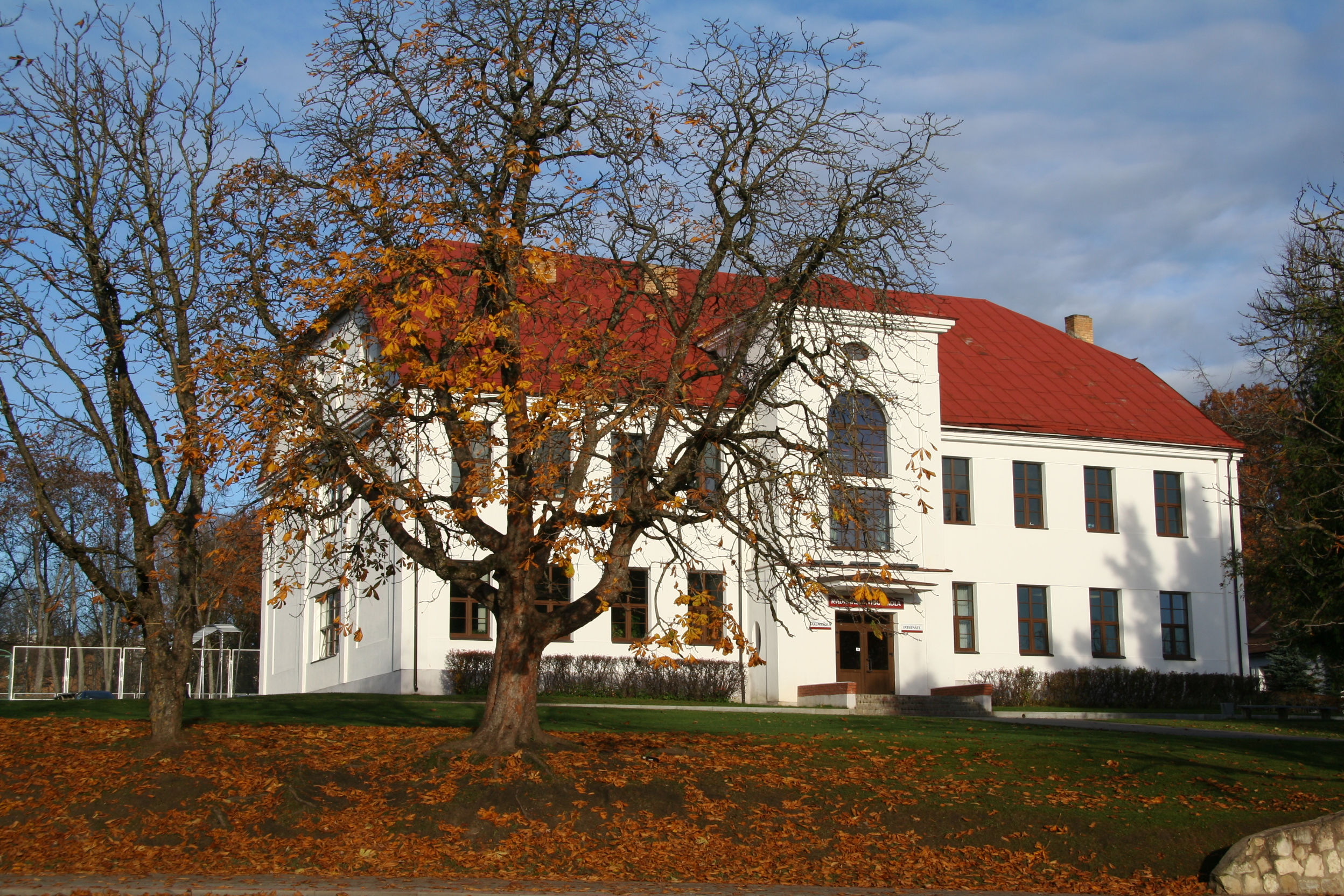
Rue de l'école
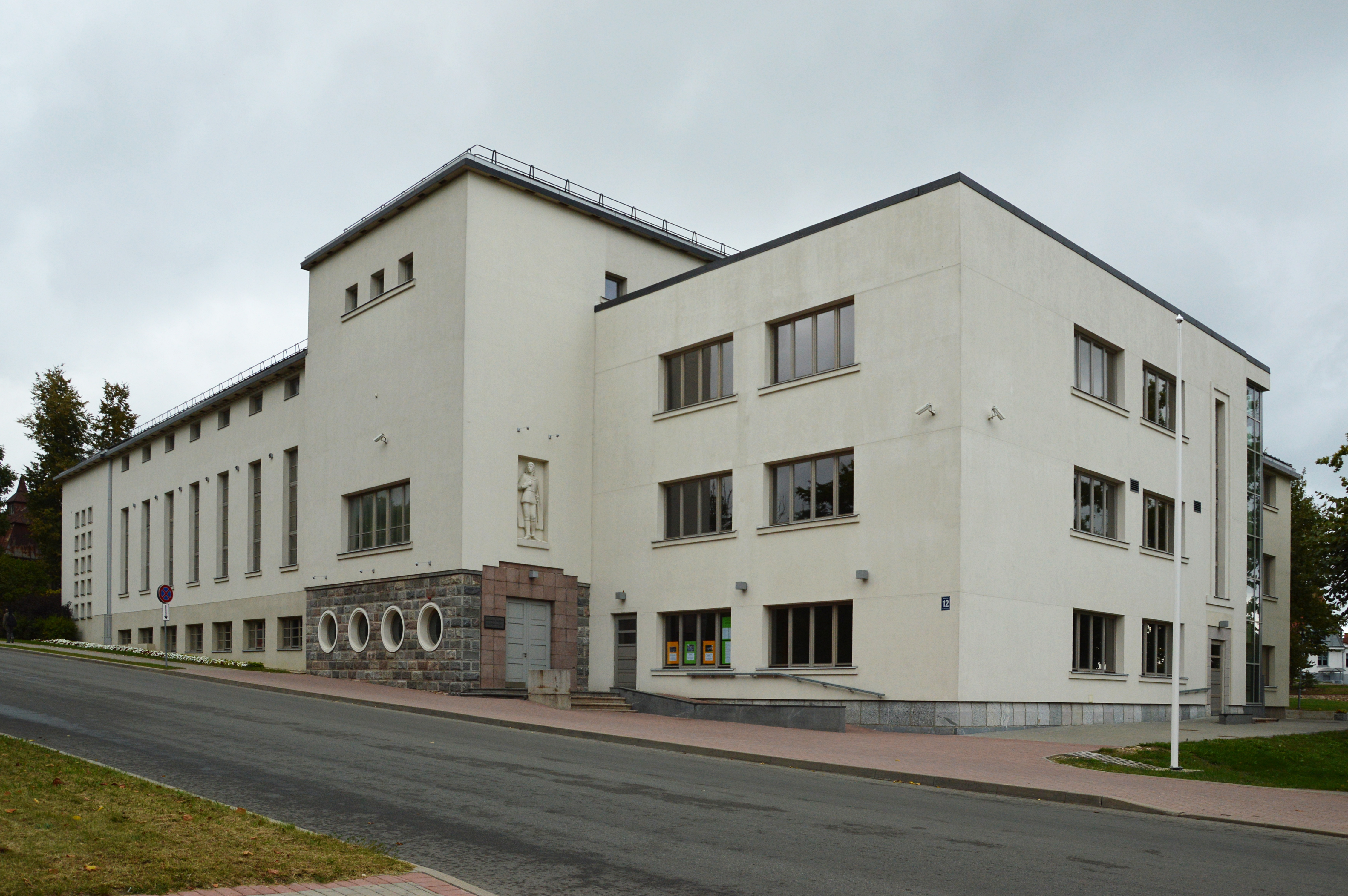
Maison de la culture de Madona
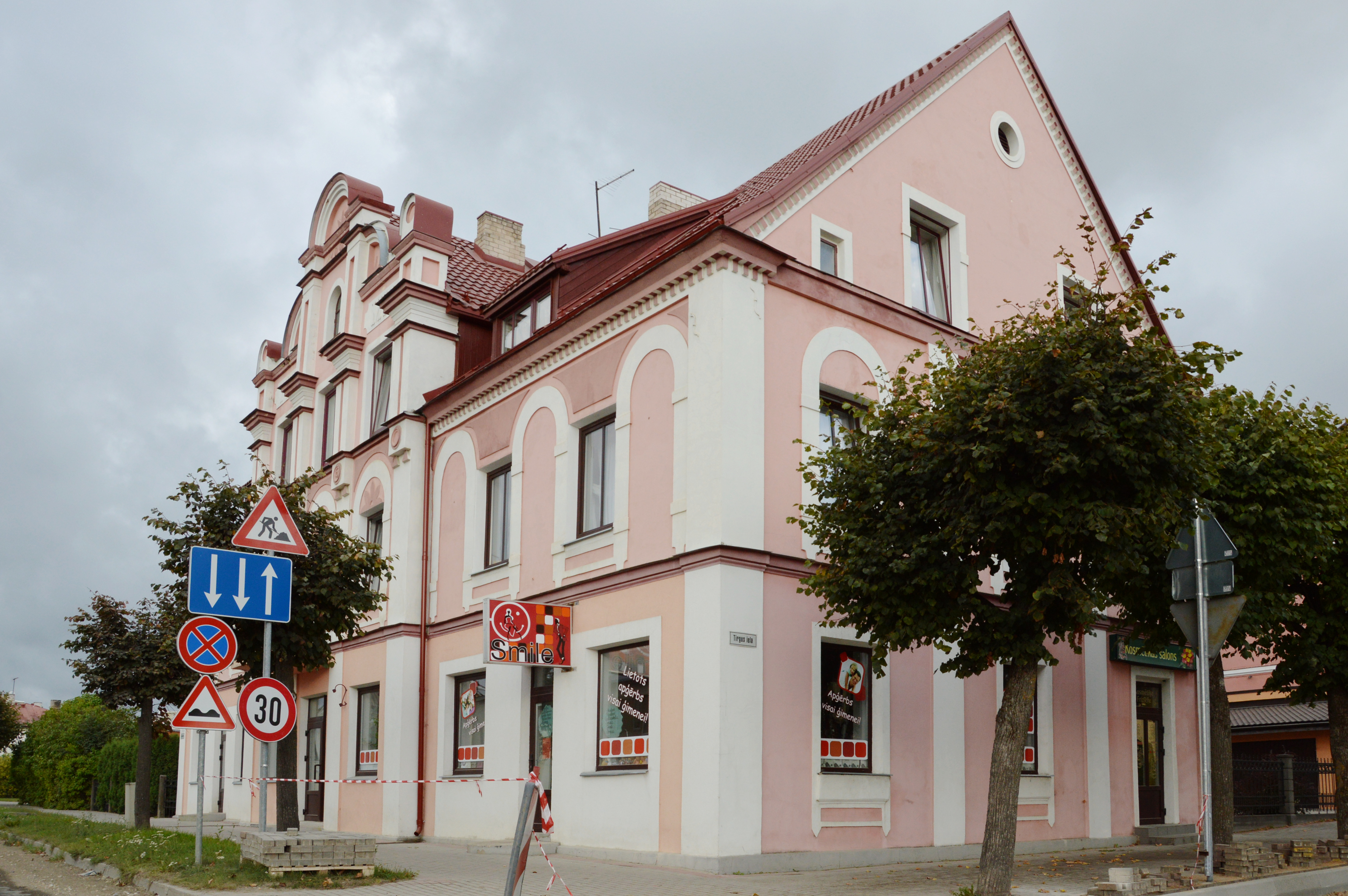
Rue de Madona
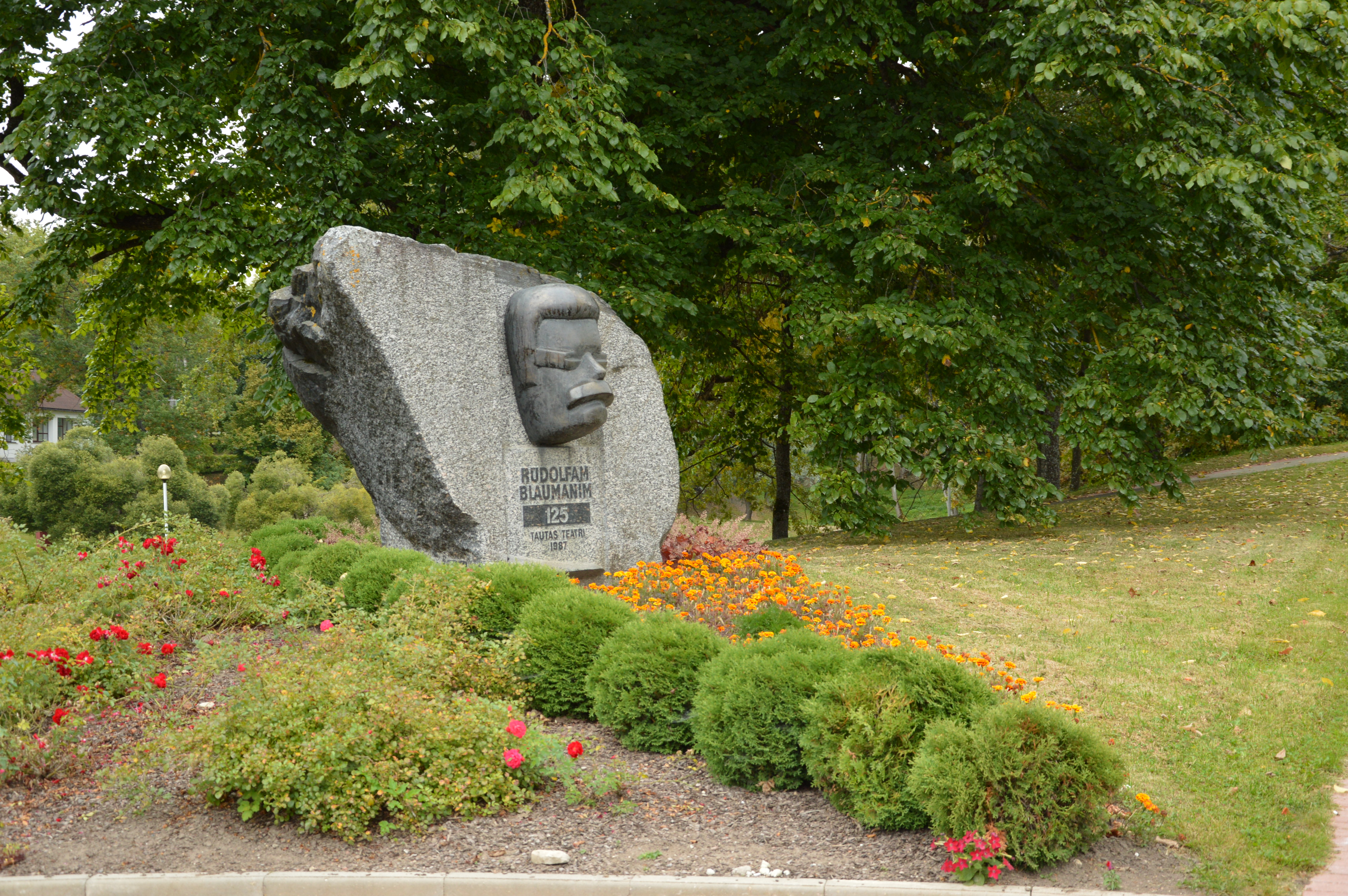
Monument de Rudolfs Blaumanis
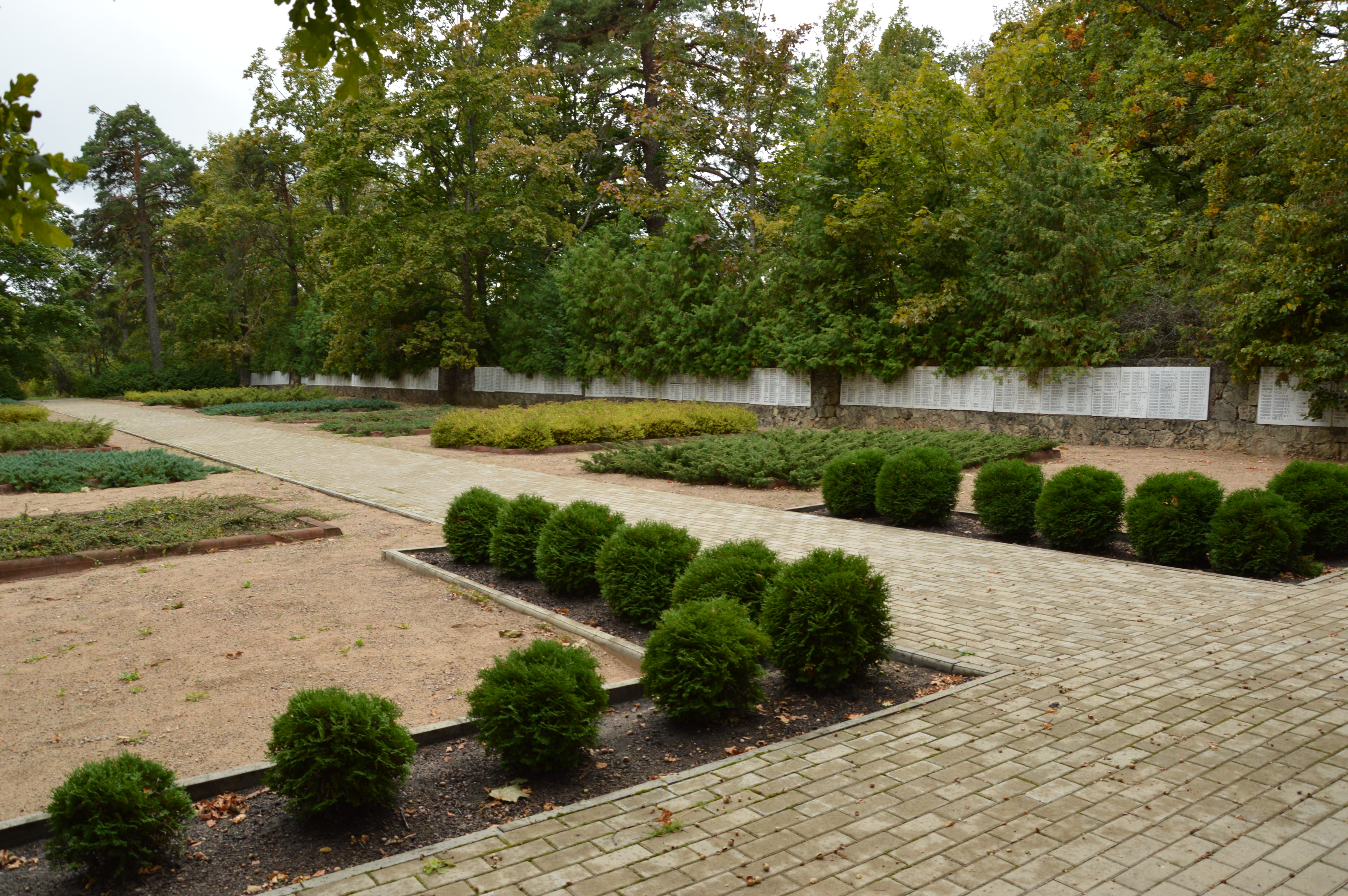
Mémorial aux morts de Madona
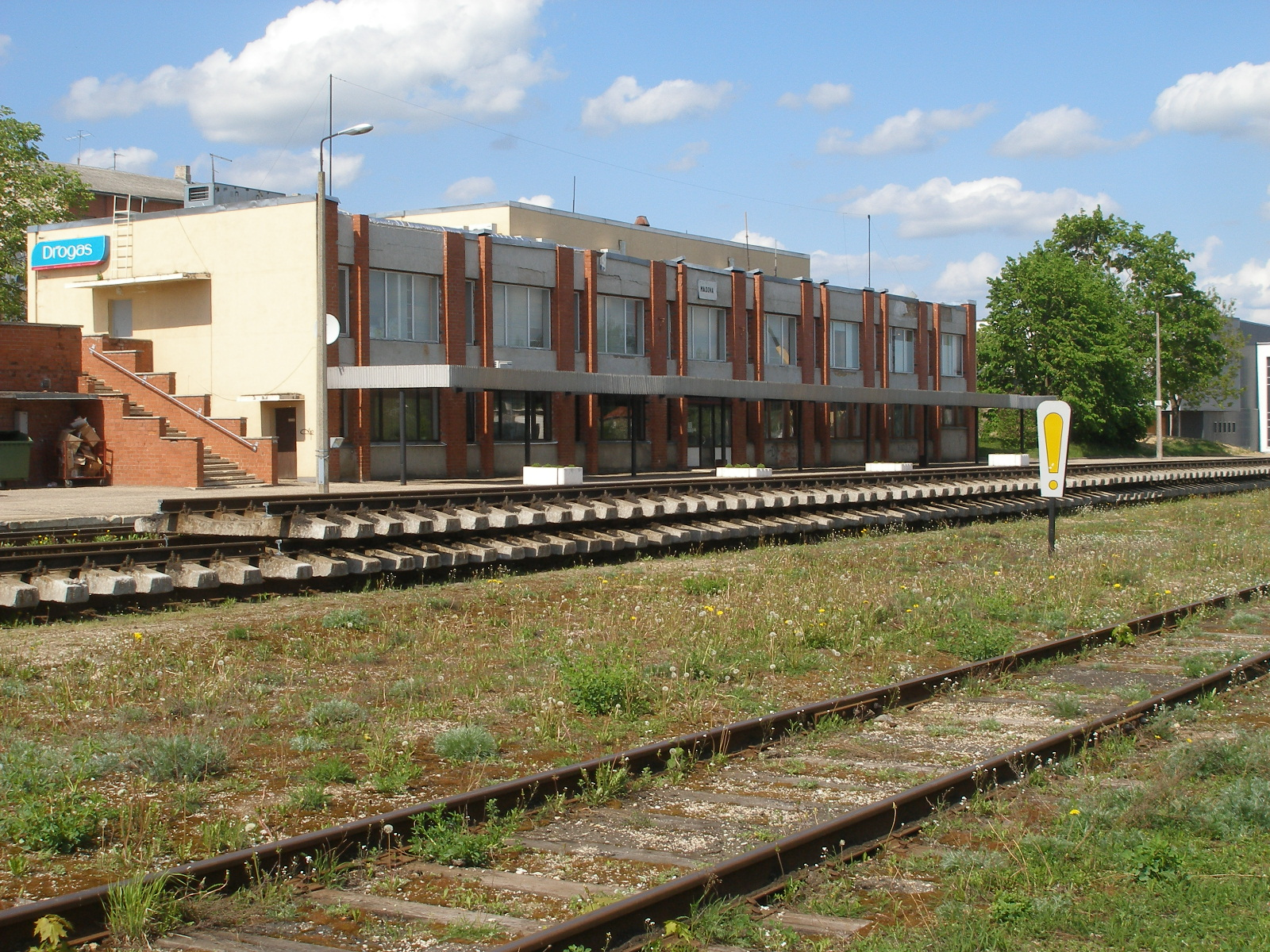
Gare ferroviaire de Madona
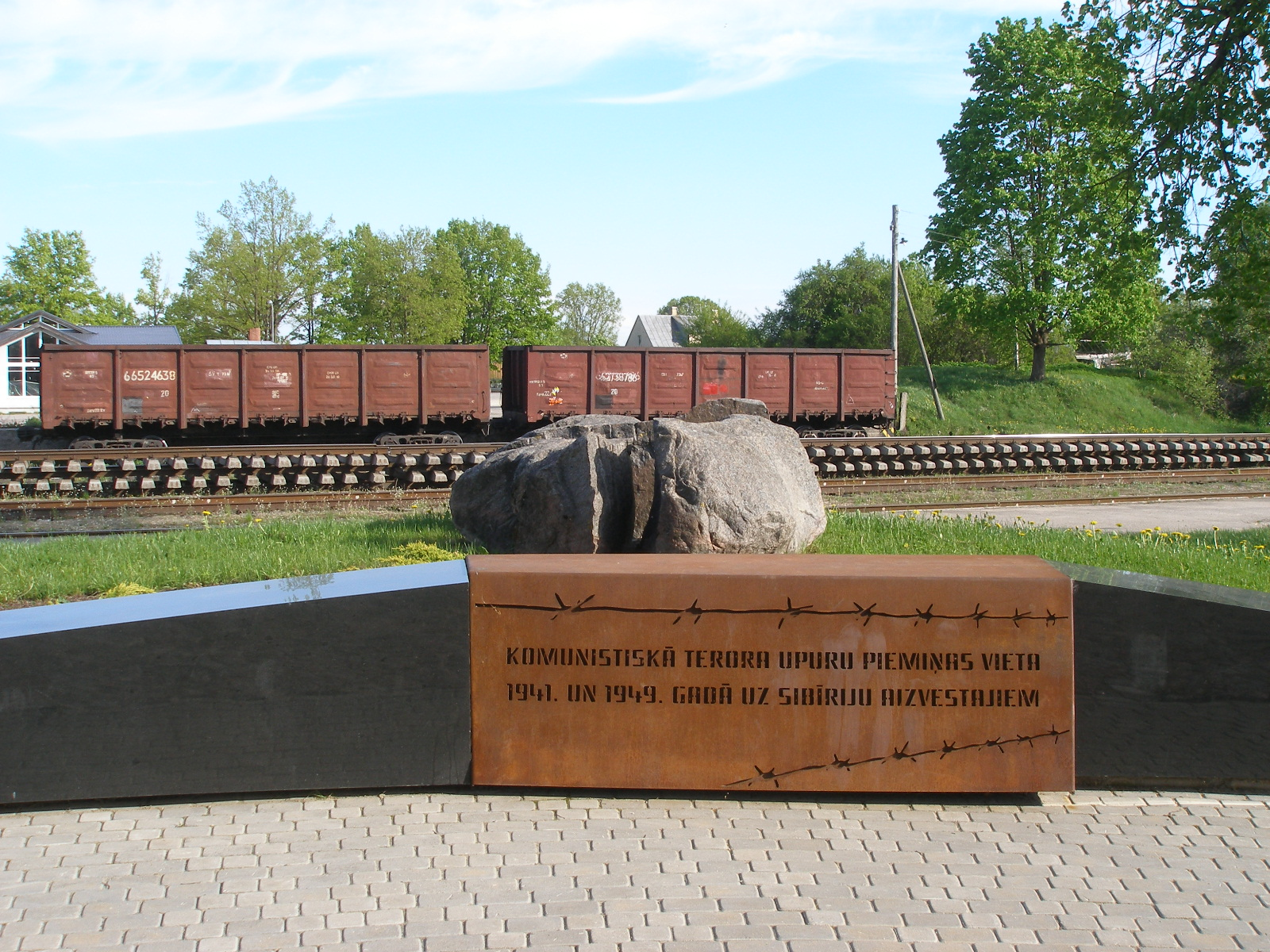
Mémorial aux victimes des déportations 1941-1945 à la gare de Madona.